# منزل علوي
منزل علوي (بالفارسية: خانه علوی) هو منزل تاريخي يعود إلى عصر الدولة القاجارية، ويقع في مقاطعة بردسكن، قرية باب الحكم.